# Metophthalmus revelierei
Metophthalmus revelierei là một loài bọ cánh cứng trong họ Latridiidae. Loài này được Belon miêu tả khoa học năm 1879.